# دادرا و نگر حویلی
دادرا و ناگار هاولی (گجراتی: દાદરા અને નગર હવેલી،ماراتی: दादरा आणि नगर हवेली، پرتغالی: Dadrá e Nagar Aveli) یک قلمرو سابق اتحادیه در هند به مرکزیت سیلواسا بود.